# Orepukia nummosa
Orepukia nummosa är en spindelart som först beskrevs av Henry Roughton Hogg 1909.  Orepukia nummosa ingår i släktet Orepukia och familjen trattspindlar. Inga underarter finns listade i Catalogue of Life.